# Lycoming O-320
Lycoming O-320 ist die Bezeichnung eines Kolbenflugmotors aus einer Triebwerksfamilie des US-amerikanischen Herstellers Lycoming. Alle sind in Baukastenform zusammengesetzte luftgekühlte OHV-4-Takt-Boxermotoren. Die vier Zylinder haben jeweils eine Bohrung von 130,2 mm und einen Hub von 98,4 mm. Der Hubraum beträgt somit 5240 cm³, entsprechend 320 inch³, wovon die Bezeichnung herrührt. Das Triebwerk wurde erstmals 1953 vorgestellt und ist bis heute (2023) in Produktion. Die anderen Motoren des Herstellers mit in Bohrung und Hub gleichen Zylindern sind die Zweizylinder Lycoming O-160 sowie die Sechszylinder Lycoming O-480. Je nach Verdichtung ist für ihren Betrieb Kraftstoff mit 80/87, 91/96 oder 100/130 Oktan erforderlich. 2017 wurde auch die Nutzung von unverbleitem AvGas für viele Motorenvarianten freigegeben. Laut Wartungsanweisung des Herstellers vom 8. April 2020 ist die Nutzung der bleifreien AvGas-Sorten UL91, UL94 und HJEMLMCO 91/96 in den Motorvarianten O-320-A, -B, -C, -D und -E, IO-320-A, -B, -D, AIO-320-A, -B, -C, und AEIO-320-D und -E möglich.

## Ausführung

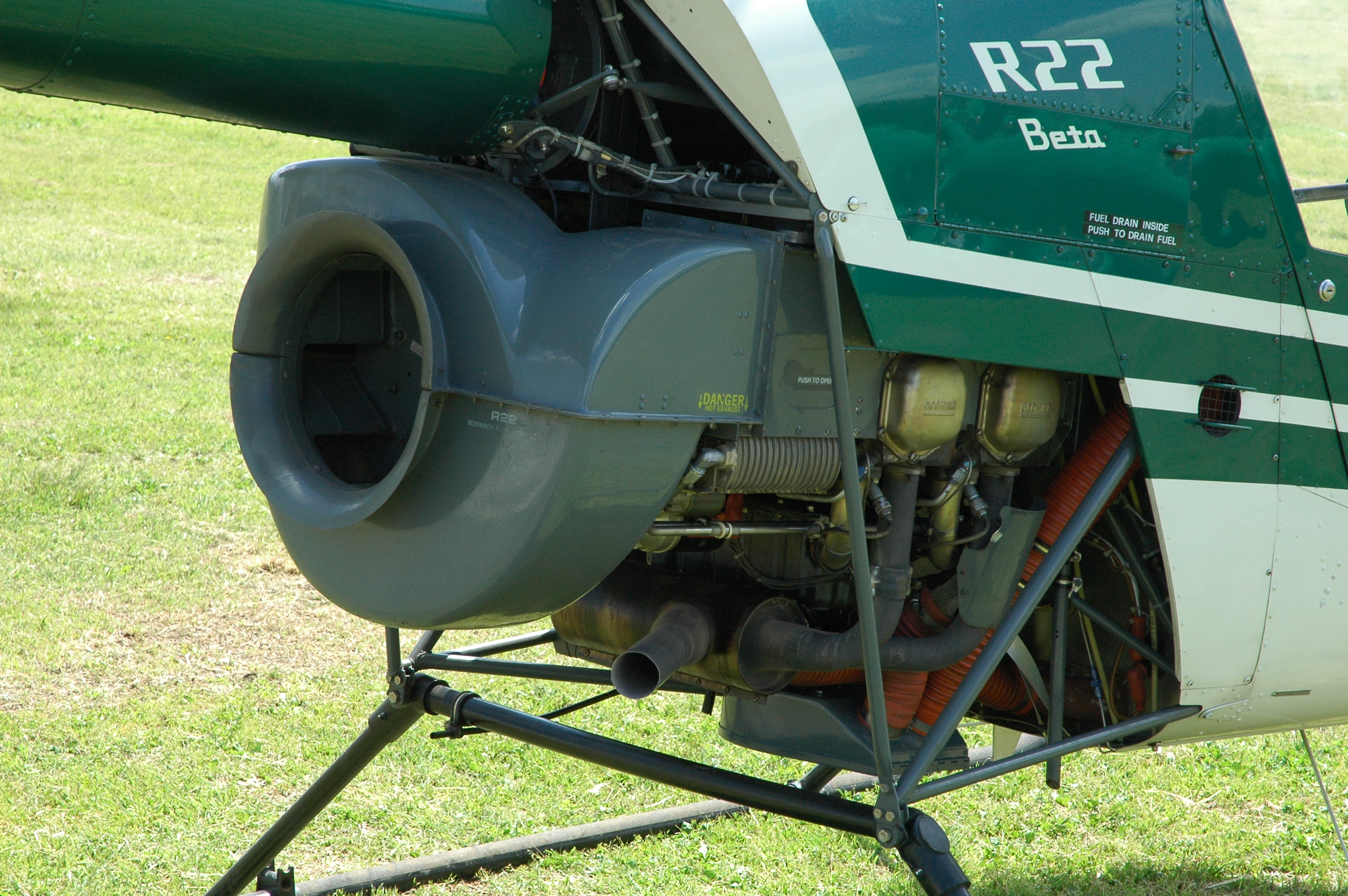
Lycoming O-320 in einer Robinson R22

Die Zylinderköpfe bestehen aus Aluminium und sind auf die Stahlzylinder aufgeschrumpft und verschraubt. Pro Zylinder besitzt der Motor ein Einlass- und ein Auslassventil. Die Auslassventilköpfe sind mit Stellite gepanzert. Die Ventilsitze sind in die Zylinderköpfe eingeschrumpft. Die Kolben bestehen aus einer Aluminiumlegierung und besitzen zwei Kompressionsringe und einen Ölabstreifring. Die aus Stahl geschmiedeten Pleuel haben am Pleuelfuß Kupfer-Bronze-Lager. Die ebenfalls geschmiedete Kurbelwelle besteht aus einer Chrom-Nickel-Molybdänstahllegierung. Nach der Bearbeitung werden alle Lagerflächen durch Nitrieren gehärtet. Das Kurbelgehäuse ist ein vertikal geteiltes Leichtmetallgussstück. Der Motor verfügt über eine Druckölumlaufschmierung mit Nasssumpf. Es gibt Ausführungen mit zwei Einzelzündmagneten von Slick/Unison (jetzt Champion) oder mit einem Doppelzündmagneten von Bendix (ehemals Scintilla, jetzt TCM) bei der Baureihe O-320 H „76 Serie“ (eingebaut in Cessna 172 N). Serienmäßig vorhanden sind ein Drehzahlmesserabtrieb, ein elektrischer Anlasser und ein Generator oder Alternator.
Zusätzlich kann am hinteren Teil des Triebwerks ein Abtrieb für eine weitere Kraftstoff- sowie eine Vakuumpumpe angebracht werden.

## Varianten
- O-320: Ursprungstriebwerk, das am 28. Juli 1953 zugelassen wurde. Es ist bis heute in Produktion und leistet je nach Modell zwischen 140 und 160 PS bei 2700 min−1. Es ist sehr weit verbreitet und wird in einer großen Zahl von Flugzeugmustern verwendet.

- IO-320: Version mit einer Multi-Point-Einspritzung und einer Leistung von 112 bis 119 kW (150 bis 160 hp) bei 2700 min−1. Als LIO-320 mit umgekehrten Drehsinn erhältlich. Die Auslieferungen begannen 1961. Der Motor wird heute noch hergestellt. Eingebaut wurde er beispielsweise in der Piper PA-30

- LIO-320: Der LIO-320 ist eine „linkshändige“ Version, welche den Propeller in entgegengesetzter Richtung dreht, speziell für den Einsatz in zweimotorigen Flugzeugen zur Vermeidung des kritischen Triebwerks.

- AIO-320: Entspricht dem IO-320, weist jedoch ein für den Kunstflug geeignetes Kraftstoffsystem und eine Trockensumpfumlaufschmierung auf. Es wurde zwischen 1969 und 1977 produziert und unter anderem in der Bölkow Bo 209C eingesetzt.

- AEIO-320: Variante mit 112 bis 119 kW bei 2700 min−1, die seit 1974 hergestellt wird. Sie verfügt ebenfalls über ein für Kunstflug geeignetes Kraftstoffsystem, die ursprüngliche Nasssumpfschmierung wurde aber beibehalten. Eingebaut wird sie in die American Champion 8KCAB und die Grob G 115 D-2.

## Andere Hersteller
Der Motor wird von Lycoming und anderen Herstellern wie America’s Aircraft Engines oder Teledyne Mattituck für die allgemeine Luftfahrt auch ohne Zulassung angeboten.

## Technische Daten (AIO-320-A1A)
- Bohrung: 130,2 mm
- Hub: 98,4 mm
- Hubraum: 5240 cm³
- Start- und Dauerleistung: 119 kW (160 hp) bei 2700 min−1
- Verdichtung: 8,5:1
- Gewicht: 138 kg
- Länge: 764 mm
- Breite: 819 mm
- Höhe: 527 mm